# Mighty Sounds
Mighty Sounds – trzydniowy festiwal muzyczny, odbywający się od 2005 roku w pobliżu czeskiego miasta Tábor.
Festiwal skupiony jest wokół takich gatunków muzycznych, jak punk rock, rock’n’roll, hardcore, reggae, ska, indie rock, jungle i pokrewnych. Na każdej edycji festiwalu występuje 150 różnych artystów, których można zobaczyć na trzech scenach koncertowych oraz na scenach z muzyką puszczaną przez DJ-ów.
W 2007 roku festiwal odwiedziło około 10 tysięcy osób, w 2010 roku 12 tysięcy. Podczas jubileuszowej edycji w 2014 roku na Mighty Sounds pojawiło się 15 tysięcy uczestników.
Do tej pory podczas dziesięciu edycji na festiwalu wystąpili między innymi Ska-P, Pennywise, Anti-Flag, Suicidal Tendencies, The Subways, Bad Manners, Madball, Backyard Babies, The Casualties, Frank Turner, Biohazard, Gallows, Mad Caddies.
Program Mighty Sounds wzbogacony jest o przedstawienia teatralne czy pokazy filmowe. Organizatorzy festiwalu wspierają projekt Unii Europejskiej „Light for the World”, który szerzy świadomość o konieczności profilaktyki ślepoty w Afryce i organizuje zbiórki pieniędzy na potrzebne operacje.

## Mighty Sounds 2017
Od 14 do 16 lipca na festiwalowych scenach pojawili się między innymi Bouncing Souls, Cock Sparrer, Dubioza Kolektiv, Jaya The Cat, Acidez, Lion's Law, Agnostic Front, Sir Psyko And His Monsters, The Toasters czy polska grupa Blade Loki.

## Mighty Sounds 2018
Podczas czternastej edycji festiwalu między 13 a 15 lipca wystąpią Anti Flag, Dub FX, Royal Republic, Dezerter, Inner Circle, The Rumjacks, Mad Sin czy Booze & Glory.